# Jean-Antoine-Marie Idrac

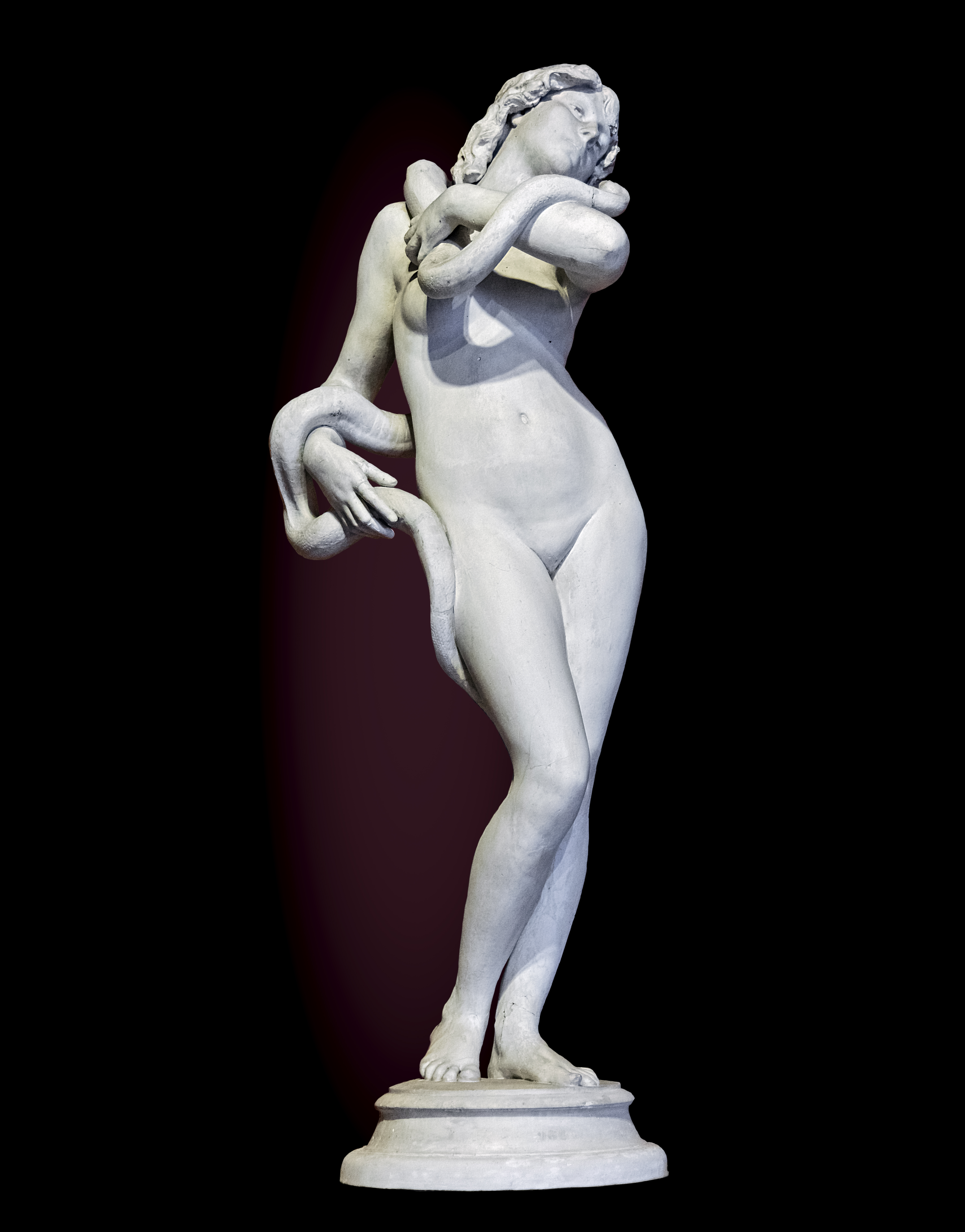
Salammbò (1882), San Quintino, museo Antoine-Lécuyer

Jean-Antoine-Marie Idrac (Tolosa, 14 aprile 1849 – Parigi, 28 dicembre 1884) è stato uno scultore francese.

## Biografia
Jean-Antoine-Marie Idrac nacque a Tolosa nel 1849 e si trasferì a Parigi nel 1866. Idrac, alunno di Alexandre Falguière e di Jules Cavelier, nel 1873 vinse il primo Grand Prix de Rome di scultura con un rilievo che raffigurava Filottete portato al campo dei greci da Ulisse e Neottolemo accudito da Macaone.
Lo scultore presentò alcune sue sculture al Salon, come L'amore ferito (nel 1877), Mercurio inventore del caduceo (nel 1879) e Salammbò (nel 1882). Tra i suoi allievi ebbe Antonin Larroux.
Idrac morì nel 1884, poco dopo il suo ritorno da Roma, lasciando incompiuto un monumento dedicato al prevosto dei mercanti di Parigi, Étienne Marcel. Il monumento, destinato al municipio di Parigi, sarà completato nel 1888 dallo scultore Laurent Marqueste.
Idrac oggi è sepolto al cimitero di Père-Lachaise di Parigi.

## Opere
- 1868 - Mater dolorosa

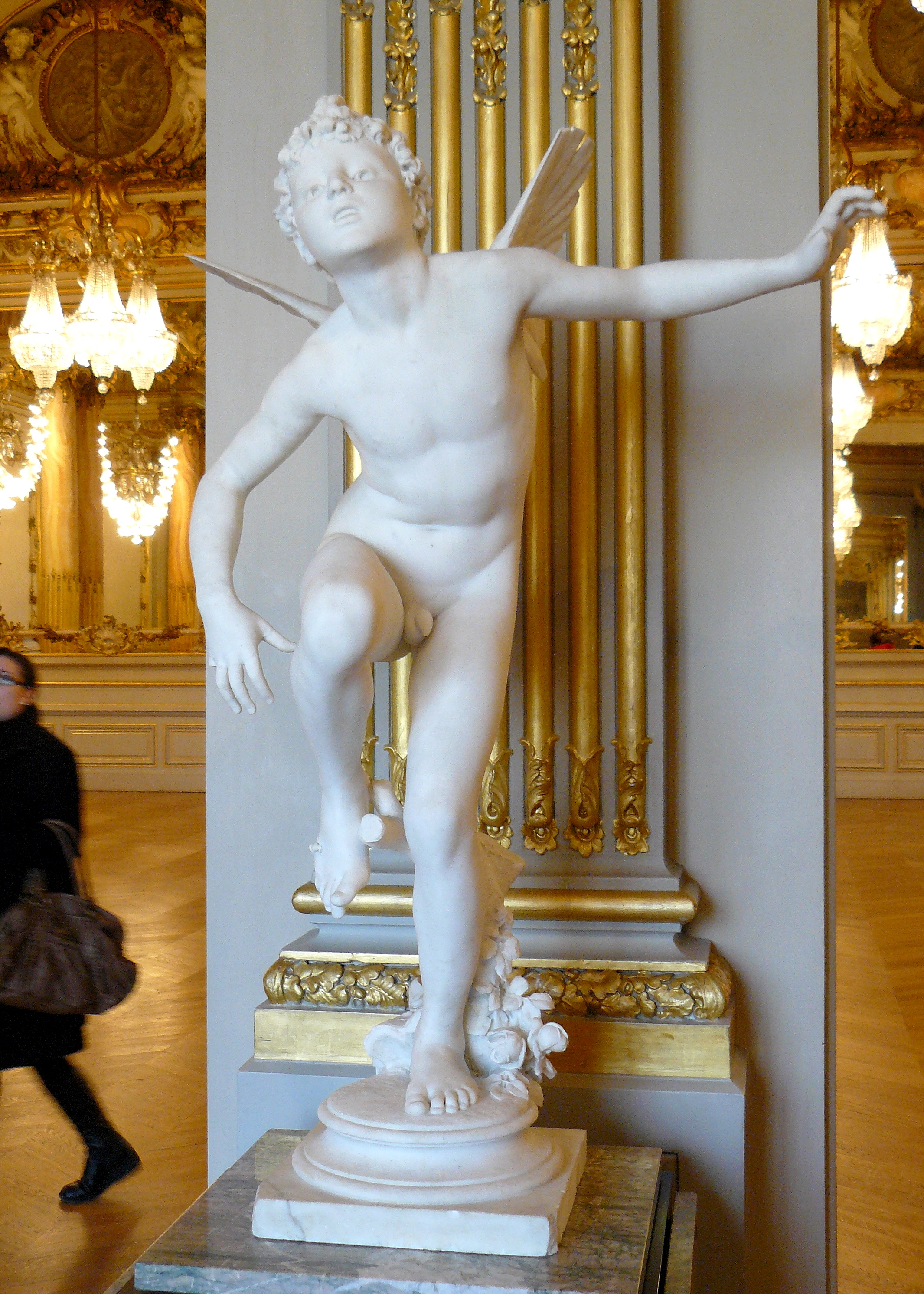
L'amore ferito, Parigi, Museo d'Orsay

- 1873 - Philoctète ramené au camp des Grecs par Ulysse et Néoptolème est soigné par Machaon
- 1877 - L'amore ferito
- 1879 - Mercurio inventore del caduceo
- 1879 - Mercure o Le Charmeur de serpents (perduta)[5]
- 1881 - Madame Comolet
- 1881 - Salammbò
- 1882 - L'amore ferito
- 1882 - Salammbò
- 1882/1888 - Monumento a Étienne Marcel (completato da Laurent Marqueste)
- 1883 - Lavoisier
- 1883/1884 - Le Toast[6]

## Galleria d'immagini

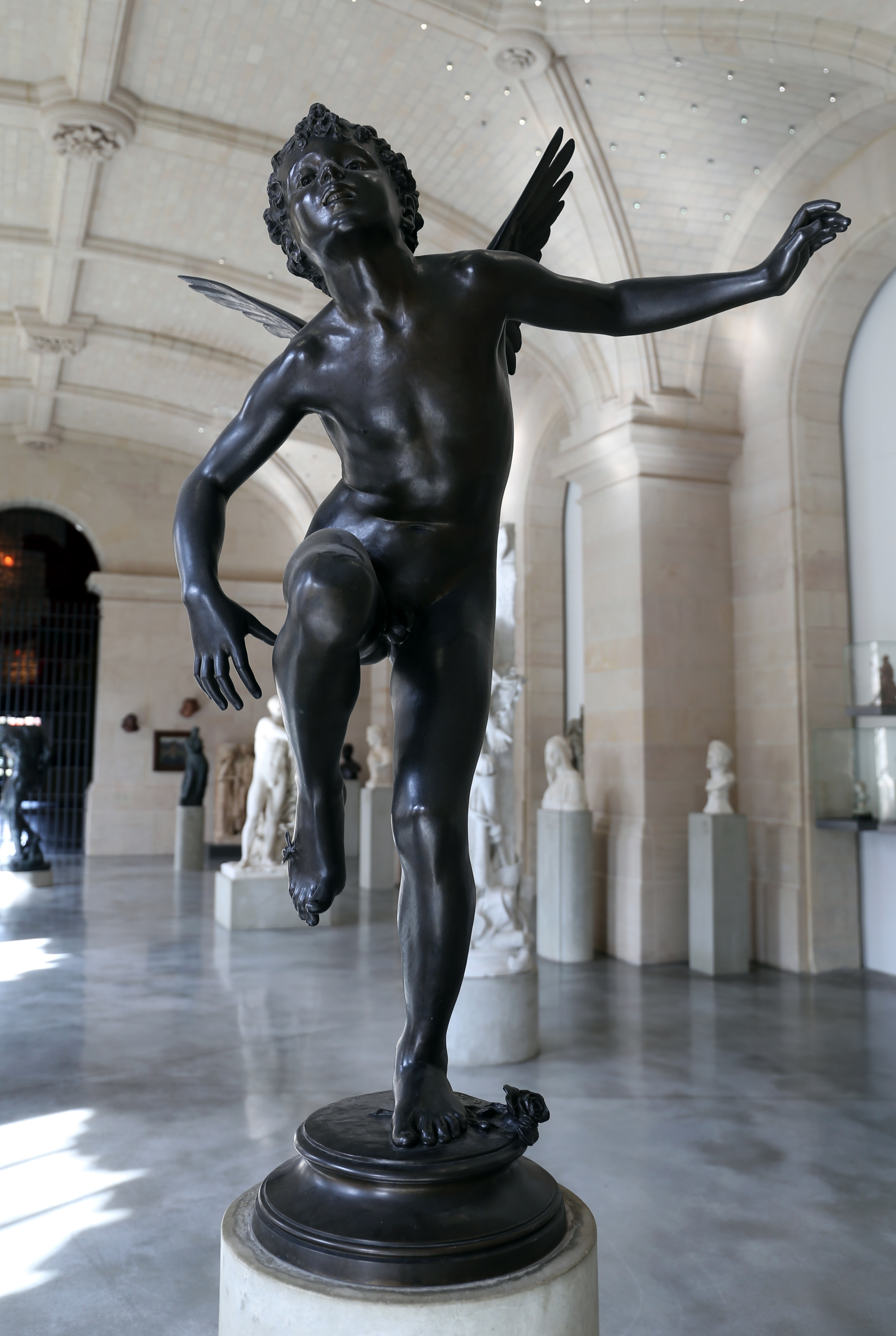
L'amore ferito, Lilla, Palazzo di belle arti
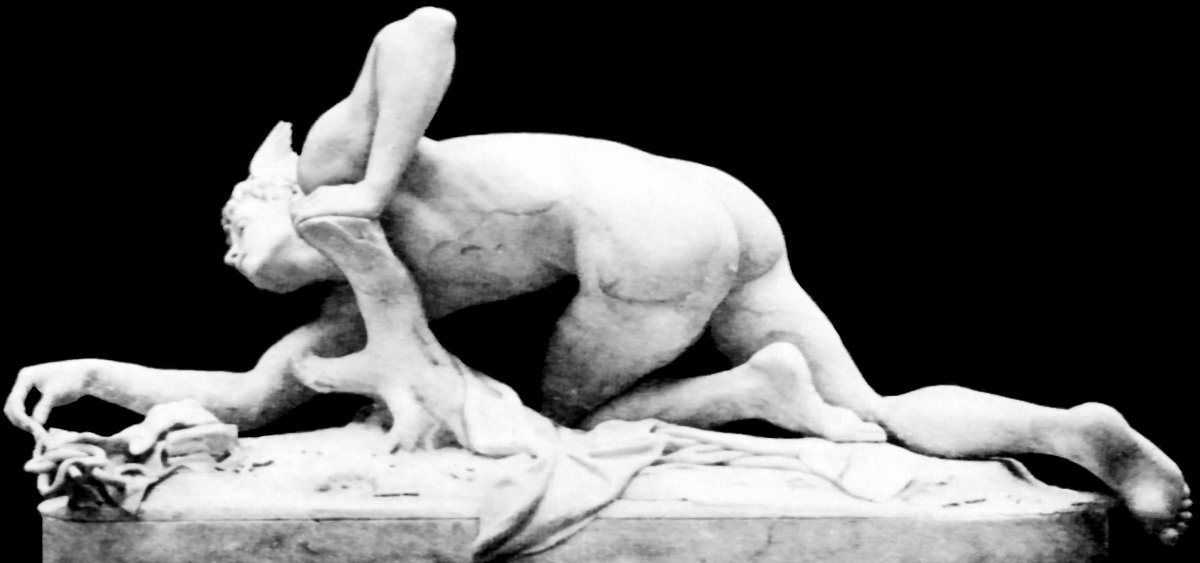
Mercurio inventore del caduceo, Parigi, Museo d'Orsay
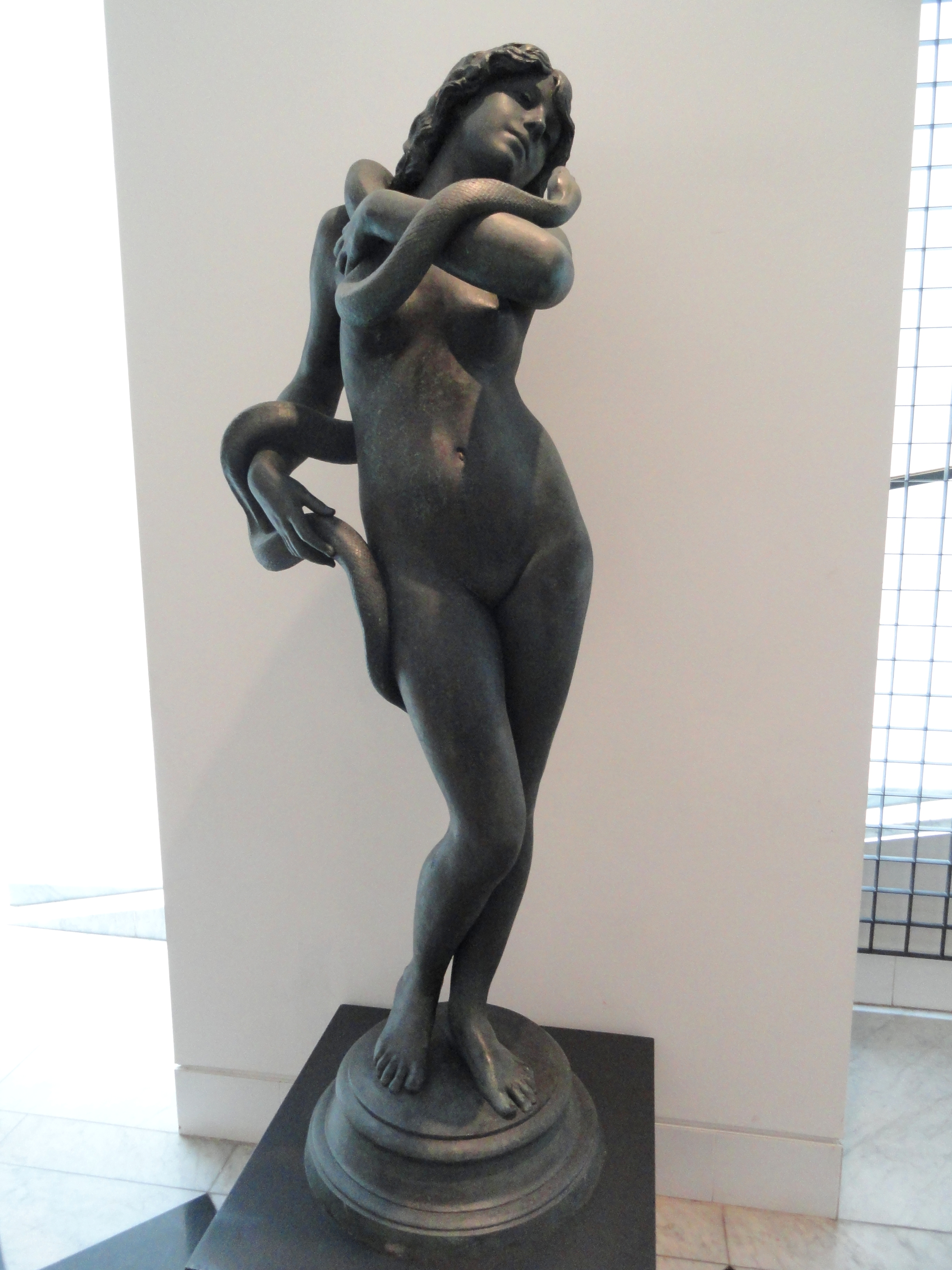
Salammbò, Tolosa, Musée des Augustins
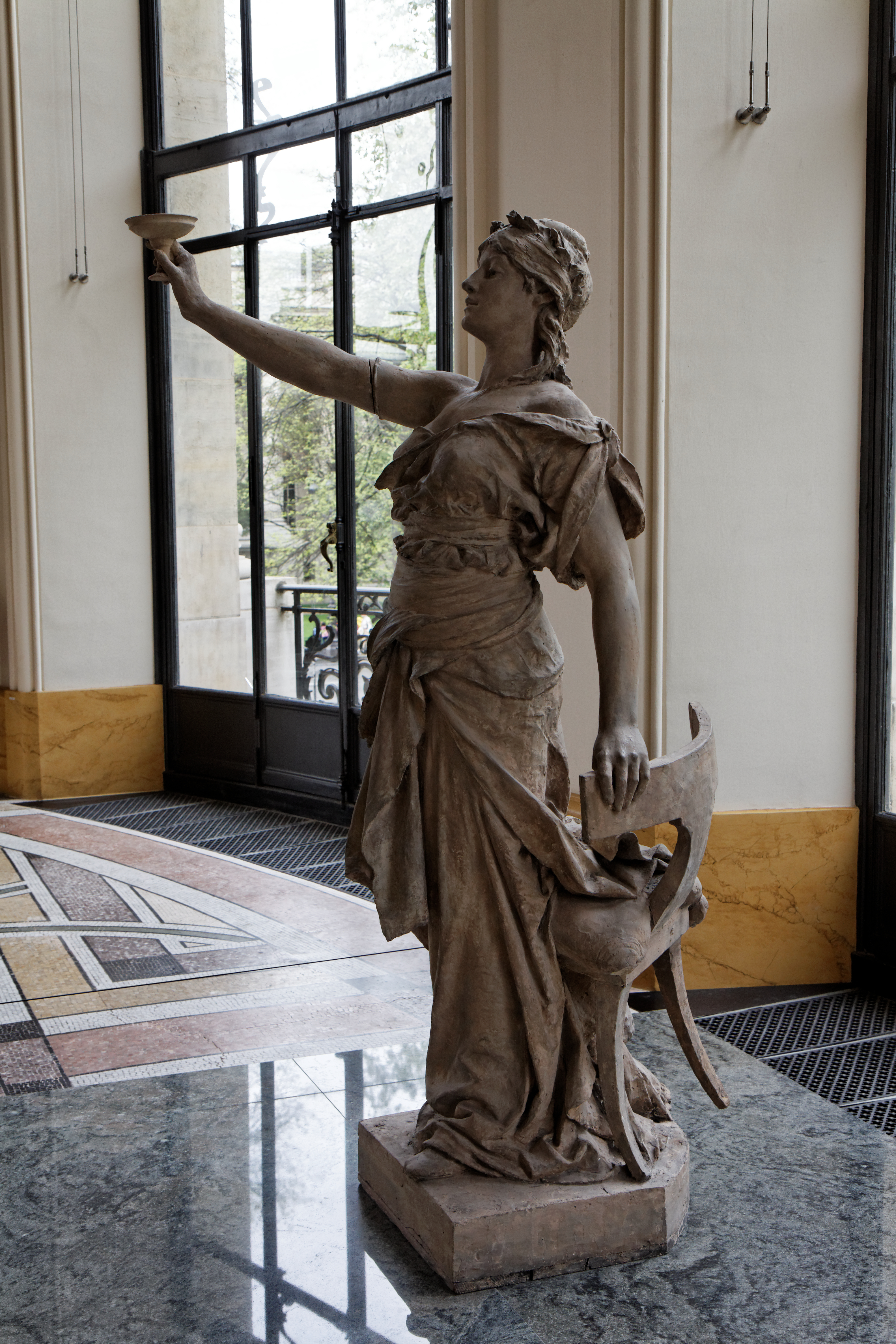
Le Toast, Parigi, Petit Palais
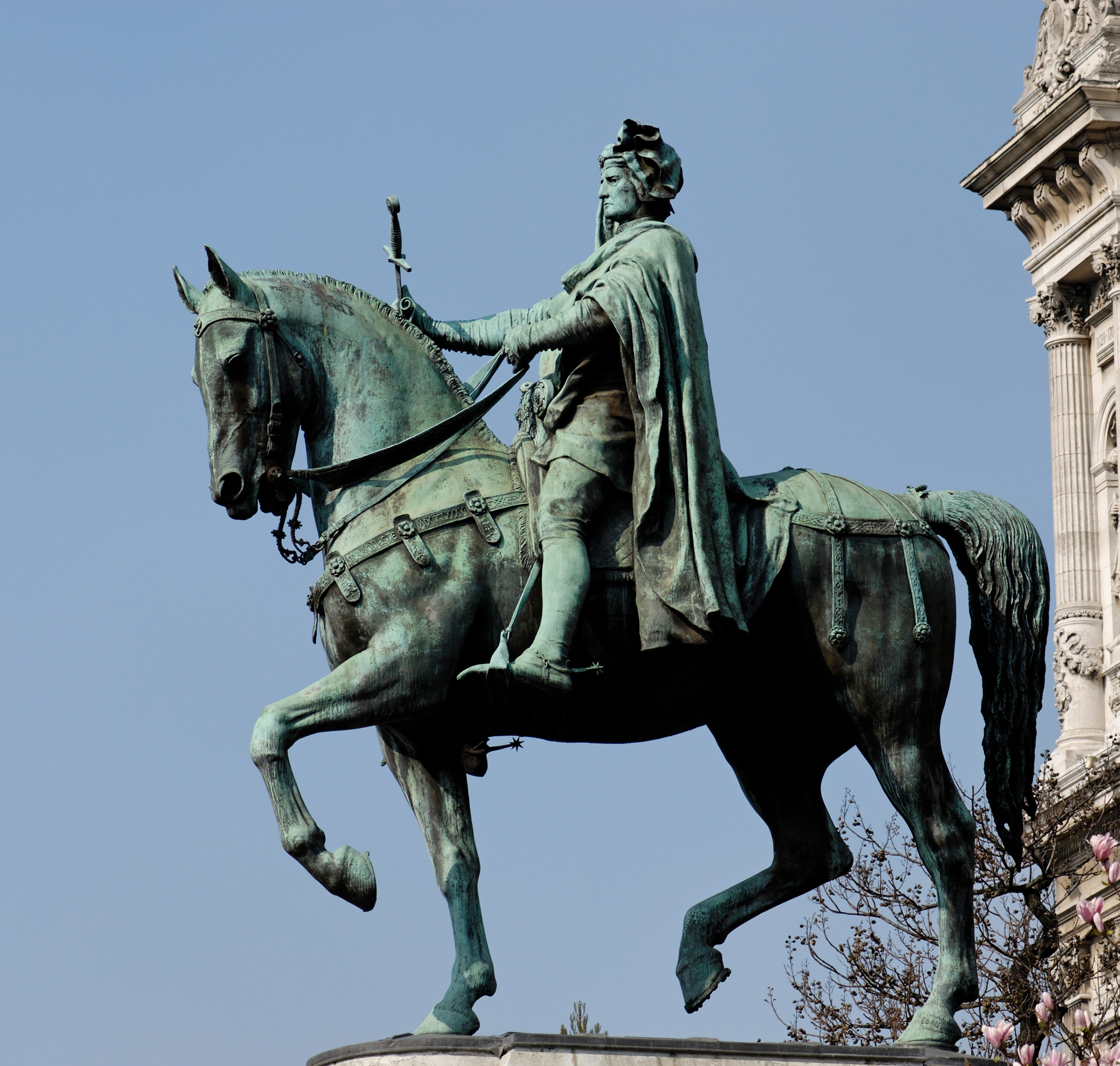
Monumento a Étienne Marcel, Parigi, Hôtel de Ville